# Mohammad Dżawad Bahonar
Mohammad Dżawad Bahonar (pers. محمدجواد باهنر; ur. 5 września 1933 w Kermanie, zm. 30 sierpnia 1981 w Teheranie) – irański duchowny, teolog szyicki, minister kultury w rządzie Mohammada Alego Radżai (od 10 sierpnia 1980 do 10 sierpnia 1981), premier Iranu od 15 do 30 sierpnia 1981, współzałożyciel i sekretarz generalny (od 29 czerwca 1981) Partii Republiki Islamskiej.

## Życiorys
Współzałożyciel Partii Republiki Islamskiej i członek Rewolucyjnej Rady Iranu ajatollaha Chomeiniego. W sierpniu 1980 został ministrem kultury. Na tym stanowisku odpowiadał za tzw. islamską rewolucję kulturalną. W marcu 1981 został ministrem edukacji. 29 czerwca 1981, po śmierci w zamachu bombowym szefa Partii Republiki Islamskiej Mohammada Behesztiego, został jego następcą. 15 sierpnia 1981 został premierem Iranu. 30 sierpnia 1981 wraz z prezydentem Mohammadem Ali Radżai zginął w zamachu bombowym.